# 2008年10月逝世人物列表
2008年逝世人物列表：1月 - 2月 - 3月 - 4月 - 5月 - 6月 - 7月 - 8月 - 9月 - 10月 - 11月 - 12月
2008年10月逝世人物列表，是用於匯總2008年10月期間逝世人物的列表。

## 依日期排序

### 1日
- 伊恩·科利爾（Ian Collier），65歲，英國歌手和演員（神秘博士）。[1]
- Robert Couturier，103歲，法國雕塑家。[2]
- J·唐·弗格森（J. Don Ferguson），74歲，美國演員（諾瑪·雷（Norma Rae），《最大超速》（Maximum Overdrive），美國職業大聯盟：回到未成年人（Major League： Back to the Minors），白血病。[3]
- 比爾·弗拉格，79歲，英國聖公會主教，秘魯主教（1973-1977）。[4]
- 達芙妮·赫洛穆卡（Daphney Hlomuka），59歲，南非女演員，腎癌。[5]
- Val Jansante，88歲，美式足球運動員（匹茲堡鋼人隊）。[6]
- Detlef Lewe，69歲，德國皮划艇運動員，1972年奧運會銅牌得主，短暫患病後。[7]
- House Peters， Jr.，92歲，美國演員（Mr. Clean），肺炎。[8]
- 尼克·雷諾茲（Nick Reynolds），75歲，美國民謠音樂家（金斯頓三重奏），急性呼吸道疾病。[9]
- 阿琳·謝爾曼（Arlene Sherman），61歲，美國電視製片人（芝麻街）。[10]
- LeJuan Simon，27歲，特立尼達運動員，肺動脈高壓併發症。[11]
- 普爾南·維斯瓦納坦（Poornam Viswanathan），88歲，印度演員，多器官衰竭。[12]
- 鲍里斯·叶菲莫夫，109歲，俄羅斯政治漫畫家。[13]

### 2日
- George Anselevicius，85歲，立陶宛出生的美國建築師。[14]
- 邦妮·布魯（Bonnie Bluh），82歲，美國女權主義作家，主動脈夾層。[15]
- 崔真實，39歲，韓國女演員，上吊自殺。[16]
- 羅伯·蓋斯特（Rob Guest），58歲，英國出生的紐西蘭演員和歌手，中風。[17]
- 安娜·哈格曼（Anna Hagemann），89歲，德國奧運運動員。[18]
- 沙哈羅姆·海珊（Shaharom Husain），88歲，馬來西亞歷史學家。[19]
- Kataejar Jibas，55歲，馬紹爾政治家，自2007年以來擔任比基尼環礁市長，因車禍受傷。[20]
- John Sjoberg，67歲，英國足球運動員（萊斯特城足球俱樂部）。[21]

### 3日
- 祖爾菲卡爾·艾哈邁德，82歲，巴基斯坦板球運動員，心臟驟停。[22]
- 伊拉克基地組織領導人馬希爾·祖拜迪（Mahir al-Zubaydi）被槍殺。[23]
- 傑弗里·大衛斯（Geoffrey Davis），74歲，澳大利亞醫生。[24]
- Jean Foyer，87歲，法國政治家，司法部長（1962-1967）和衛生部長（1972-1973）。[25]
- 弗雷德里克·查理斯·赫雷爾（Frederick Charles Hurrell），80歲，英國皇家空軍軍官。[26]
- 雨果·艾恩賽德（Hugo Ironside），90歲，英國士兵。[27]
- Johnny 「J」，39歲，美國嘻哈製作人，顯然是跳樓自殺。[28]
- 拉金德拉·辛格·洛達（Rajendra Singh Lodha），66歲，印度會計師，Birla公司董事長，心臟病發作。[29]
- 莫尼菲斯男爵喬治·湯姆森（George Thomson,Baron Thomson of Monifieth），87歲，英國商人和記者，國會議員（1952-1973），病毒感染。[30]

### 4日
- 哈裡·巴斯（Harry Bath），83歲，澳大利亞國家橄欖球聯盟（Australian National Rugby League）球員和教練，長期患病。[31]
- 泰德·布裡格斯（Ted Briggs），85歲，英國水手，胡德號沉沒的最後倖存者。[32]
- 克雷格·費爾蒂格（Craig Fertig），66歲，美式橄欖球運動員和教練，腎衰竭。[33]
- Al Gallodoro，95歲，美國爵士音樂家，短暫生病後。[34]
- 鍾信（Derek Jones），81歲，英國殖民地官員，香港經濟司（1973-1976），環境司（1976-1981）。[35]
- 索爾·拉斯金（Saul Laskin），90歲，加拿大政治家，桑德貝（Thunder Bay）第一任市長，心臟病發作。[36]
- 彼得·范西塔特（Peter Vansittart），88歲，英國作家。[37]

### 5日
- 歐內斯特·博特勒（Ernest Beutler），80歲，美國血液學家，淋巴瘤。[38]
- 陈锦湘，90歲，華裔美國演員（《功夫：傳奇繼續》、《第五元素》、《致命武器4》）。[39]
- 萊奧波爾多·埃利亞，82歲，義大利法律學者，憲法法院院長，外交部長（1994年）。[40]
- 塞爾萬多·岡薩雷斯（Servando González），85歲，墨西哥紀錄片導演。[41]
- 穆罕默德·穆穆（Mohamed Moumou），43歲，伊拉克基地組織二把手，被槍殺。[42]
- 霍華德·芒森（Howard G. Munson），84歲，美國法官。[43]
- 伊巴·恩迪亞耶（Iba N'Diaye），80歲，塞內加爾畫家，心力衰竭。[44]
- 緒形拳，71歲，日本演員（《奈良山的歌謠》），肝癌。[45]
- 汉斯·里希特（Hans Richter），89歲，德國演員兼導演（《埃米爾與偵探》）。[46]
- 勞埃德·薩克斯頓（Lloyd Thaxton），81歲，美國電視名人，多發性骨髓瘤。[47]

### 6日
- 穆拉德·阿布羅（Murad Abro），42歲，巴基斯坦政治家，交通事故。[48]
- 彼得·艾弗里（Peter Avery），85歲，英國學者和伊朗問題專家。[49]
- 拉裡·貝爾徹（Larry Belcher），61歲，美國政治家，肯塔基州眾議院議員（1999-2002年，自2006年起），車禍。[50]
- 保羅·克拉克（Paul Clark），68歲，英國法官。[51]
- 彼得·考克斯（Peter Cox），82歲，澳大利亞政治家。[52]
- 帕沃·哈维科（Paavo Haavikko），77歲，芬蘭詩人和劇作家，長期患病。[53]
- Olga Kaljakin，57歲，美國藝術總監和電影海報藝術家（《最後的武士》《夢幻之地》《Moonstruck》），肺氣腫。[54]
- Nadia Nerina，80歲，南非芭蕾舞演員。[55]
- 賈納卡·佩雷拉（Janaka Perera），62歲，斯裡蘭卡將軍和政治家，炸彈爆炸受傷。[56]
- 安妮·瑪格麗特·斯特羅姆斯海姆（Anne Margrethe Strømsheim），94歲，挪威抵抗運動成員。[57]
- 約翰·楊爵士，88歲，澳大利亞法學家，維多利亞州首席大法官（1974-1991年），維多利亞州副州長（1974-1995年）。[58]

### 7日
- 彼得·科普利，93歲，英國演員。[59]
- 布魯斯·達爾·坎頓（Bruce Dal Canton），66歲，美國棒球運動員，食道癌。[60]
- 萊斯利·哈德曼（Leslie Hardman），95歲，卑爾根-貝爾森解放時的英國陸軍猶太牧師。[61]
- 喬治·基塞爾（George Kissell），88歲，美國棒球教練（聖路易斯紅雀隊），車禍。[62]
- 伊瓦爾·馬蒂森（Ivar Mathisen），88歲，挪威奧運會銀牌得主（1948年）短距離皮划艇運動員。[63]
- 德韋恩·麥金尼（DeWayne McKinney），47歲，美國ATM企業家，被錯誤地判定犯有謀殺罪和交通事故罪。[64]
- 喬治·埃米爾·帕拉德，95歲，羅馬尼亞細胞生物學家，諾貝爾獎獲得者（生理學或醫學，1974年）。[65]
- 邁爾斯·里士滿（Miles Richmond），85歲，英國畫家。[66]

### 8日
- David Akutagawa，71歲，日裔加拿大武術家，心臟病發作。[67]
- Chicão，59歲，巴西足球運動員。[68]
- 吉姆·德雷克（Jim Drake），77歲，英國橄欖球聯盟球員。[69]
- 鮑勃·弗蘭德（Bob Friend），70歲，英國新聞播音員，癌症。[70]
- Gidget Gein，39歲，美國貝斯手（Marilyn Manson），吸毒過量。[71]
- 彼特·戈根（Pete Goegan），74歲，加拿大冰球運動員（底特律紅翼隊、明尼蘇達北極星隊、紐約遊騎兵隊）。[72]
- Tanya Halesworth，73歲，澳大利亞電視新聞主持人，癌症。[73]
- 愛琳·赫利（Eileen Herlie），90歲，英國出生的美國女演員（《哈姆雷特》《我的孩子》），肺炎併發症。[74]
- 諾曼·霍格（Norman Hogg），坎伯諾爾德男爵（Baron Hogg），70歲，英國政治家，國會議員（1979-1997），癌症。[75]
- 克里夫·馬龍（Cliff Malone），83歲，加拿大冰球運動員（蒙特利爾加拿大人），心力衰竭。[76]
- Les McCrabb，93歲，美國棒球運動員（費城田徑隊）。[77]

### 9日
- 卡尔·阿尔伯特（Karl Albert），87歲，德國哲學家和教授。[78]
- 阿爾伯特·霍爾（Albert Hall），74歲，美國鎚子投擲冠軍，阿爾茨海默病併發症。[79]
- Milan Kymlicka，72歲，捷克出生的加拿大作曲家和指揮家。[80]
- 大衛·萊特（David Lett），69歲，美國釀酒師，心力衰竭。[81]
- 伯特·洛克斯利（Bert Loxley），74歲，英國足球運動員和經理，長期患病。[82]
- 阿德希爾·莫哈塞斯（Ardeshir Mohasses），70歲，伊朗插畫家和漫畫家，心臟病發作。[83]
- 裘蒂思·瓦克斯（Judith Wachs），70歲，美國音樂家（海龜之聲）和西班牙裔音樂的推動者，癌症。[84]

### 10日
- 詹姆斯·本森（James Benson），63歲，美國企業家（SpaceDev），腦瘤。[85]
- 奧爾頓·埃利斯（Alton Ellis），70歲，牙買加歌手，淋巴癌。[86]
- 席德·哈德森（Sid Hudson），93歲，美國棒球運動員。[87]
- 穆罕默德·阿斯拉姆·汗·哈塔克（Muhammad Aslam Khan Khattak），100歲，巴基斯坦政治家和外交官，長期患病。[88]
- 杰拉尔德·利曼（Gerald Leeman），86歲，美國摔跤手，奧運會銀牌得主（1948年）。[89]
- 三浦和義，61歲，日本商人，謀殺嫌疑人，上吊自殺。[90]
- 賈瓦德·努爾巴赫什（Javad Nurbakhsh），81歲，伊朗精神領袖。[91]
- 伊日娜·彼得羅維奇卡（Jiřina Petrovická），85歲，捷克女演員。[92]
- 阿列克謝·普羅庫羅羅夫，44歲，俄羅斯越野滑雪運動員，車禍。
- 里奧·羅斯納（Leo Rosner），90歲，波蘭出生的澳大利亞音樂家，《辛德勒的名單》中的大屠殺倖存者，阿爾茨海默病的併發症。[93]
- Kurt Weinzierl，77歲，奧地利演員。[94]

### 11日
- Vija Artmane，79歲，拉脫維亞女演員，中風併發症。[95]
- 丹尼爾·奧德里（Daniel Awdry），84歲，英國政治家，奇彭納姆議員（1962-1979）。[96]
- 威廉·克拉克斯頓（William Claxton），80歲，美國攝影師，心力衰竭併發症。[97]
- 凱文·福斯特（Kevin Foster），39歲，美國棒球運動員，腎癌。[98]
- 约尔格·海德尔（Jörg Haider），58歲，奧地利政治家，克恩頓州州長（1989-1991年，自1999年起），FPÖ和BZÖ的領導人，車禍。[99]
- 拉斯·漢密爾頓（Russ Hamilton），76歲，英國歌手。[100]
- 恩斯特-保羅·哈塞爾巴赫（Ernst-Paul Hasselbach），42歲，出生於蘇里南的荷蘭電視製片人，車禍。[101]
- 尼爾·赫夫蒂（Neal Hefti），85歲，美國作曲家（“蝙蝠俠主題”，“奇怪的夫婦主題”），心臟病發作。[102]
- 威廉·希金森（William J. Higginson），69歲，美國詩人和翻譯家。[103]
- 蘭迪·約翰斯頓（Randy Johnston），20歲，美國男模特，意外吸毒過量。[104][105]
- 海莉·瑪麗·科勒（Hayley Marie Kohle），26歲，加拿大時裝模特，跳樓自殺。[106]
- 巴達爾·穆尼爾（Badar Munir），68歲，巴基斯坦演員，心臟驟停併發症。[107]
- 馬克·希瓦斯，70歲，英國電影和電視製片人，BBC電視劇主管（1988-1993）。[108]
- 艾倫·斯皮爾（Allan Spear），71歲，美國政治家，明尼蘇達州參議院第一位公開的同性戀議員（1973-2000），心臟手術併發症。[109]
- Gil Stratton，86歲，美國電視和廣播體育解說員（洛杉磯公羊隊，聖安妮塔賽馬場），心力衰竭。[110]
- 納爾遜·西蒙茲（Nelson Symonds），75歲，加拿大爵士吉他手，心臟病發作，[111]

### 12日
- Sukha Bose，77歲，印度板球裁判。[112]
- Lenvil Elliott，57歲，美式橄欖球運動員（三藩市49人隊，辛辛那提孟加拉虎隊），心臟病發作。[113]
- 查克·埃文斯（Chuck Evans），41歲，美式足球運動員（明尼蘇達維京人），心力衰竭。[114]
- 迪克·弗蘭克斯爵士，88歲，英國秘密情報局局長（1979-1982）。[115]
- 羅伊·K·摩爾（Roy K. Moore），94歲，美國聯邦調查局特工，以民權調查和肺炎而聞名。[116]
- Cliff Nobles，67歲，美國流行音樂家，癌症。[117]
- 魯道夫·龐塞普（Rudolf Pangsepp），87歲，愛沙尼亞書籍設計師和藝術家。[118]
- James E. Reilly，60歲，美國肥皂劇作家，心臟手術併發症。[119]
- 約翰·R·賴利（John R. Reilly），80歲，美國律師，六位民主黨總統候選人的顧問，癌症。[120]
- 艾琳·羅森費爾德（Allan Rosenfield），75歲，美國醫生，哥倫比亞大學公共衛生學院院長（1986-2008），肌萎縮側索硬化症。[121]
- 埃米爾·斯坦伯格（Emil Steinberger），79歲，美國醫生，肺癌。[122]

### 13日
- Khryss Adalia，62歲，菲律賓電影、電視和舞台導演，結直腸癌。[123]
- 巴勃羅·巴拉奇納·埃斯特萬（Pablo Barrachina Estevan），95歲，西班牙奧里韋拉-阿利坎特主教（1954-1989）。[124]
- 阿列克謝·切列帕諾夫，19歲，俄羅斯冰球運動員，急性心肌病。[125]
- Arthur J. Crowns，86歲，美國政治家和學術律師。[126]
- 紀堯姆·德帕迪約（Guillaume Depardieu），37歲，法國演員，肺炎。[127]
- 安東尼奧·何塞·岡薩雷斯·祖馬拉加（Antonio José González Zumárraga），83歲，厄瓜多紅衣主教，胃癌。[128]
- Luciana Pignatelli，73歲，義大利社交名媛，自殺。[129]
- 馬修·約翰·里納爾多，77歲，美國政治家，眾議院議員（1973-1993），帕金森病。[130]
- 保羅·羅傑斯（Paul Rogers），87歲，美國政治家，眾議院議員（1957-1979），肺癌。[131]
- 弗蘭克·羅森塔爾（Frank Rosenthal），79歲，美國博彩業高管，體育障礙者，1995年電影《賭場》的靈感來源，心臟病發作。[132]
- 愛德華杜斯·桑松（Eduardus Sangsun），65歲，印尼魯滕主教，心臟病發作。[133]
- 弗朗索瓦絲·塞格納（Françoise Seigner），80歲，法國喜劇演員和女演員，胰腺癌。[134]
- 愛德華多·塞拉諾（Eduardo Serrano），97歲，委內瑞拉音樂家、指揮家和作曲家。[135]
- Adam Watene，31歲，庫克群島橄欖球聯盟球員，心臟病發作。[136]
- 克裡斯托弗·威金（Christopher Wicking），65歲，英國編劇。[137]

### 14日
- Barrington J. Bayley，71歲，英國科幻小說作家，結直腸癌併發症。[138]
- 理查·庫伊（Richard Cooey），41歲，美國被定罪的殺人犯，被注射死刑。[139]
- 羅伯特·弗曼（Robert Furman），93歲，二戰期間的美國間諜，曼哈頓計劃的外國情報主管，轉移性黑色素瘤。[140]
- 安東尼奧·伊安努奇（Antonio Iannucci），94歲，義大利佩斯卡拉-佩訥大主教（1959-1990）。[141]
- 雷·洛瑞（Ray Lowry），64歲，英國漫畫家和插畫家，長期患病。[142]
- 安妮·麥肯齊-斯圖爾特（Anne Mackenzie-Stuart），78歲，英國政治活動家。[143]
- 派特·莫斯（Pat Moss），73歲，英國拉力賽車手，癌症。[144]
- 第二代英格爾比子爵馬丁·皮克（Martin Peake），82歲，英國同齡人，殘疾人活動家。[145]
- Kazys Petkevičius，82歲，立陶宛籃球運動員和教練。[146]
- Daphne Purves夫人，99歲，紐西蘭教育家。[147]

### 15日
- 伊迪·亞當斯（Edie Adams），81歲，美國女演員（Li'l Abner，It's a Mad，Mad，Mad，Mad，Mad World，The Apartment），托尼獎得主（1957），肺炎和癌症。[148]
- Fazıl Hüsnü Dağlarca，94歲，土耳其詩人，慢性腎功能衰竭。[149]
- 內森·大衛斯（Nathan Davis），91歲，美國演員（《小偷》《洞》《冒險生意》）。[150]
- 克裡斯·米姆斯（Chris Mims），38歲，美式足球運動員。[151]
- 傑克·納爾茲（Jack Narz），85歲，美國遊戲節目主持人（專注），中風併發症。[152]
- 蘇珊娜，66歲，印尼女演員，糖尿病併發症。[153]
- 埃迪·湯普森（Eddie Thompson），68歲，英國商人，鄧迪聯隊主席，前列腺癌。[154]
- Des Townson，74歲，紐西蘭遊艇設計師，癌症。[155]
- 湯姆·特雷什（Tom Tresh），70歲，美國棒球運動員（紐約洋基隊，底特律老虎隊），心臟病發作。[156]
- 羅德里克·沃克（Roderick Walker），76歲，英國SAS指揮官。[157]
- 王永慶，91歲，臺灣企業家、億萬富翁，台塑創始人。[158]

### 16日
- 赫爾曼·阿巴德·瓦倫蘇埃拉（Germán Abad Valenzuela），89歲，厄瓜多放射科醫生。[159]
- Ere Kokkonen，70歲，芬蘭電影導演，病逝後。[160]
- 大卫·李，70歲，加拿大音響工程師。[161]
- 保羅·蒙哥馬利（Paul L. Montgomery），72歲，美國記者和記者（《紐約時報》），癌症。[162]
- 達格瑪·諾梅特（Dagmar Normet），87歲，愛沙尼亞作家和翻譯家。[163]
- 傑克·雷諾茲（Jack Reynolds），71歲，美國職業摔跤播音員（WWWF / WWF），手術併發症。[164]

### 17日
- 喬治·凱勒（George M. Keller），84歲，美國石油公司高管，雪佛龍公司創始人，骨科手術併發症。[165]
- 路德維希王子，95歲，德國王子，維特爾斯巴赫家族成員。[166]
- 烏爾馬斯·奧特（Urmas Ott），53歲，愛沙尼亞記者和電視節目主持人，心臟病發作。[167]
- 聖巴托洛梅奧·誇德里，88歲，義大利摩德納-諾南托拉大主教（1983-1996）。[168]
- Bill Reilly，70歲，美國出版商，Primedia的創始人，骨癌和前列腺癌。[169]
- Levi Stubbs，72歲，美國歌手（The Four Tops），癌症和中風併發症。[170]
- 尼克·韋瑟斯彭（Nick Weatherspoon），58歲，美國籃球運動員，自然原因。[171]
- Ben Weider，85歲，加拿大健美推廣者和拿破侖學者。[172]

### 18日
- 雷蒙德·德拉西·亞當斯（Raymond Delacy Adams），97歲，美國神經學家和神經病理學家，心力衰竭。[173]
- 丹尼爾·阿吉隆（Daniel Aguillón），24歲，墨西哥拳擊手，因KO導致腦死亡。[174]
- 伊芙琳·艾·森皮爾（Evelyn Ay Sempier），75歲，美國選美冠軍，美國小姐（1954年），結直腸癌。[175]
- 薩爾瓦多·薄伽丘（Salvatore Boccaccio），70歲，義大利弗羅西諾內-維羅利-費倫蒂諾主教。[176]
- Albert Boime，75歲，美國藝術史學家，骨髓纖維化。[177]
- 82歲的菲律賓考古學家阿爾弗雷多·E·伊萬格利斯塔（Alfredo E. Evangelista）發現了拉古納銅版銘文。[178]
- 88歲的加拿大飛行員查理·福克斯（Charley Fox）因掃射歐文·隆美爾（Erwin Rommel）的汽車而遭受車禍。[179]
- 彼得·戈德諾（Peter Gordeno），69歲，英國演員、歌手和舞蹈家。[180]
- 托摩脱·蒿根（Tormod Haugen），63歲，挪威兒童作家，長期患病。[181]
- E. K. Mawlong，62歲，印度政治家，梅加拉亞邦首席部長（2000-2001）。[182]
- 戴夫·麥肯納（Dave McKenna），78歲，美國爵士鋼琴家，肺癌。[183]
- James J. Rhoades，66歲，美國政治家，自1981年起擔任賓夕法尼亞州參議院議員，車禍。[184]
- 迪迪·沃里克（Dee Dee Warwick），66歲，美國靈魂歌手，迪翁·沃里克（Dionne Warwick）的妹妹，長期患病。[185]
- 谢晋，84歲，中國電影導演。[186]

### 19日
- 納齊爾·艾哈邁德（Nazir Ahmed），93歲，印度學者、作家和教師。[187]
- 理查·布萊克威爾（Richard Blackwell），86歲，美國時尚評論家（“布萊克威爾先生的十個穿得最差的女人”），腸道感染。[188]
- 約翰·A·坎貝爾（John A. Campbell），67歲，澳大利亞出生的美國木材高管，太平洋木材公司總裁兼首席執行官，癌症。[189]
- 托尼·迪恩（Tony Dean），67歲，美國戶外廣播員，闌尾切除術併發症。[190]
- 瑪麗蓮·弗格森（Marilyn Ferguson），70歲，美國作家（《水瓶座陰謀》），心臟病發作。[191]
- 哈爾·康得（Hal Kant），77歲，美國感恩死者律師，胰腺癌。[192]
- 莉亞·梅維亞（Lia Maivia），81歲，薩摩亞摔跤推廣人，迪維·強森（Dwayne Johnson）的祖母彼得·梅維亞（Peter Maivia）的妻子。[193]
- Harry T. Mangurian， Jr.，82歲，美國商人和馬匹飼養員，波士頓塞爾特人隊前老闆，白血病。[194]
- Mireille Marokvia，99歲，法國作家。[195]
- 魯迪·雷·摩爾（Rudy Ray Moore），81歲，美國喜劇演員和演員（Dolemite），糖尿病併發症。[196]
- 羅伯特·內特（Robert B. Nett），86歲，美國榮譽勳章獲得者，短暫生病後。[197]
- 奈傑爾·普魯斯（Nigel Plews），74歲，英國板球裁判，腎癌。[198]
- 詹尼·雷蒙迪（Gianni Raimondi），85歲，義大利抒情男高音。[199]
- 蓋爾·羅賓遜（Gail Robinson），62歲，美國女高音，類風濕性關節炎併發症。[200]
- 72歲的巴西超市大亨亞瑟·森達斯（Arthur Sendas）被槍殺。[201]
- Lou Stringer，91歲，美國棒球運動員（芝加哥小熊隊和波士頓紅襪隊）。[202]
- 多琳·威爾伯（Doreen Wilber），78歲，美國射箭運動員，1972年奧運會金牌得主，阿爾茨海默病。[203]

### 20日
- Emmanuelle Cinquin，99歲，法國修女，自然原因。[204]
- Shamsiah Fakeh，84歲，馬來西亞獨立活動家，肺部感染。[205]
- 維托里奧·福阿（Vittorio Foa），98歲，義大利政治家、記者和作家。[206]
- 詹姆斯·格裡森（James Gleeson），92歲，澳大利亞藝術評論家和超現實主義畫家。[207]
- 威廉·蓋德（William Headline），76歲，美國CNN分社社長，倒下。[208]
- 吉恩·希克森（Gene Hickerson），73歲，美式橄欖球運動員（克利夫蘭布朗隊）和職業橄欖球名人堂成員，長期患病。[209]
- 派特·卡瓦納（Pat Kavanagh），68歲，英國文學經紀人，朱利安·巴恩斯（Julian Barnes）的妻子，腦瘤。[210]
- 喬·盧茨（Joe Lutz），83歲，美國棒球運動員（聖路易斯布朗隊），長期患病。[211]
- 大衛·邁爾斯（David Myers），37歲，英國橄欖球聯盟球員（Widnes和英格蘭），車禍。[212]
- 約翰·林厄姆（John Ringham），80歲，英國演員。[213]
- 波比·蘇蘭德（Bobi Sourander），79歲，芬蘭出生的瑞典記者和作家。[214]
- C. V. Sridhar，73歲，印度電影製片人，心臟驟停。[215]
- Krzysztof Zaleski，60歲，波蘭演員，長期患病。[216]

### 21日
- 穆罕默德·阿卜杜拉（Muhammad Abdullah），76歲，孟加拉國學者。[217]
- 索尼婭·貝爾納多特（Sonja Bernadotte），64歲，德國出生的瑞典伯爵夫人，乳腺癌患者。[218]
- 亞歷克斯·克洛斯（Alex Close），86歲，比利時公路自行車賽車手，1955年比利時自行車賽冠軍和1956年比利時自行車賽冠軍。[219]
- 杰克·克劳福德（Jake Crawford），80歲，美國職業棒球大聯盟球員。[220]
- 喬治·愛德華茲（George Edwards），87歲，英國足球運動員（威爾士）。[221]
- 理查·基恩（Richard J. Keane），75歲，美國政治家，紐約州議會議員。[222]
- 彼得·萊文森（Peter Levinson），74歲，美國音樂界傳記作家，秋天。[223]
- 拉姆·魯希（Ram Ruhee），81歲，模里西斯國家奧會創始人，國際奧會委員，長期患病。[224]
- 詹姆斯·約翰·斯金納（James John Skinner），85歲，愛爾蘭出生的赞比亞法學家和政治家。[225]

### 22日
- 罗伯特·阿德拉德，92歲，英國奧運銀牌得主（1948年）曲棍球運動員。[226]
- 羅伯特·坎農（Robert C. Cannon），91歲，美國法學家。[227]
- 威廉·沃倫·康諾利（William Warren Conolly），87歲，開曼政治家。[228]
- Lou Dorfsman，90歲，美國電視平面設計師，心力衰竭。[229]
- 大衛·埃文斯（David Evans），73歲，英國政治家，國會議員（1987-1997），癌症。[230]
- Jan Hijzelendoorn，79歲，荷蘭奧運自行車運動員。[231]
- 歐內斯特·孔博（Ernest Kombo），67歲，剛果奧萬多主教，癌症。[232]
- 大衛·勞埃德·梅雷迪思（David Lloyd Meredith），74歲，英國演員。[233]
- Paritosh Sen，90歲，印度藝術家，慢性阻塞性肺病。[234]

### 23日
- 吉安路易吉·布拉斯基（Gianluigi Braschi），45歲，義大利電影製片人（《美麗人生》），長期患病。[235]
- 德里克·布魯爾（Derek Brewer），85歲，英國媒體人。[236]
- 丘维克·奥斯卡，83歲，匈牙利水球運動員，奧運會銀牌得主（1948年）。[237]
- 丹尼·迪爾（Danny Dill），83歲，美國詞曲作者（“長黑面紗”）。[238]
- 凱文·芬尼根（Kevin Finnegan），60歲，英國前歐洲中量級冠軍拳擊手。[239]
- E·羅傑·繆爾（E. Roger Muir），89歲，美國電視製片人，中風。[240]
- 伊沃·普卡尼奇（Ivo Pukanić），47歲，克羅埃西亞報紙編輯，被汽車炸彈暗殺。[241]
- F. W. Walbank，98歲，英國希臘歷史學者。[242]

### 24日
- 摩西·科特爾（Moshe Cotel），65歲，美國鋼琴家和作曲家，自然原因。[243]
- 霍華德·弗倫奇（Howard French），95歲，英國報紙編輯。[244]
- 米爾頓·卡塞拉斯（Milton Katselas），74歲，美國電影導演，心力衰竭。[245]
- Premasiri Khemadasa，71歲，斯裡蘭卡音樂家和作曲家。[246]
- 傑弗里·麥克萊恩（Geoffrey McLean），77歲，英國員警。
- 梅爾·桑德斯（Merl Saunders），74歲，美國鍵盤手（The Grateful Dead），中風併發症。[247]
- 萧克，101歲，中國人民解放軍將軍，病逝。[248]
- 赫爾穆特·齊爾克（Helmut Zilk），81歲，奧地利政治家，維也納市長（1984-1994），心力衰竭。[249]

### 25日
- 約翰·阿克森，48歲，英國演員（皇家），約翰·阿克森的孫子，心臟病發作。[250]
- 艾倫·布蘭查德（Allen Blanchard），79歲，澳大利亞政治家。[251]
- 傑拉德·達米亞諾（Gerard Damiano），80歲，美國成人電影導演（《深喉》），中風。[252]
- 科爾姆·法雷利（Colm Farrelly），55歲，愛爾蘭唱片製作人，在短暫的疾病后發現了SinéadO'Connor和The Pale。[253]
- 鮑勃·甘博爾德（Bob Gambold），79歲，美式橄欖球運動員（洛杉磯公羊隊，費城老鷹隊）。[254]
- Irwin Gunsalus，96歲，美國生物化學家，心力衰竭。[255]
- Amos E. Joel， Jr.，90歲，美國發明家，手機先驅。[256]
- Federico Luzzi，28歲，義大利網球運動員，白血病。[257]
- 穆斯林馬戈馬耶夫，66歲，亞塞拜然歌手。[258]
- 伊恩·麥科爾（Ian McColl），81歲，英國足球運動員，蘇格蘭隊經理，自然原因。[259]
- 安妮·普萊斯利（Anne Pressly），26歲，美國電視新聞主播（KATV），在家中受傷。[260]
- 埃斯特爾·萊納（Estelle Reiner），94歲，美國歌手和演員（《當哈利遇見莎莉》）。[261]
- 哈爾·羅斯（Hal Roth），81歲，美國水手和作家，肺癌。[262]
- Tahereh Saffarzadeh，72歲，伊朗詩人和學者，癌症。[263]
- 莫裡斯·斯通弗羅斯特（Maurice Stonefrost），81歲，英國公務員。[264]

### 26日
- Abu Ghadiya，29-30，敘利亞武裝分子，被槍殺。[265]
- 德爾菲諾·博羅尼（Delfino Borroni），110歲，義大利人，義大利最後一位已知的第一次世界大戰老兵。[266]
- 德尔奈基·加博尔，76歲，匈牙利奧運擊劍運動員。[267]
- P. Cameron DeVore，76歲，美國第一修正案律師，明顯心臟病發作。[268]
- 愛琳·多納希（Eileen Donaghy），78歲，愛爾蘭歌手，癌症。[269]
- 湯瑪斯·鄧恩（Thomas Dunn），82歲，美國指揮家，心力衰竭。[270]
- 托尼·希勒曼（Tony Hillerman），83歲，美國懸疑作家，肺衰竭。[271]
- S. D. Jones，63歲，安提瓜職業摔跤手，中風。[272]
- 巴勃罗·蒙特斯（Pablo Montes），62歲，古巴運動員，心臟病發作。[273]
- 德爾瑪·沃森（Delmar Watson），82歲，美國兒童演員（史密斯先生去華盛頓），前列腺癌。[274]

### 27日
- 迪恩·巴內特（Dean Barnett），41歲，美國專欄作家和博主，囊性纖維化的併發症。[275]
- 克里斯·布萊恩特，72歲，英國編劇和演員。[276]
- 理查·卡爾-戈姆，86歲，英國士兵和慈善家。[277]
- 查理斯·杜賓（Charles Dubin），87歲，加拿大安大略省首席大法官（1990-1996年），杜賓體育運動藥物調查負責人，肺炎。[278]
- 雷·埃利斯（Ray Ellis），85歲，美國音樂家，指揮家和電視製片人，黑色素瘤併發症。[279]
- 傑克·休斯頓（Jack Houston），90歲，澳大利亞政治家，昆士蘭州立法議會議員（1957-1980）。[280]
- Karl Kassulke，67歲，美式足球運動員（明尼蘇達維京人），心臟病發作。[281]
- 海因茨·克魯格爾（Heinz Krügel），87歲，德國足球運動員和教練，長期患病。[282]
- 埃德·利維（Ed Levy），91歲，美國棒球運動員（費城費城人隊，紐約洋基隊）。[283]
- Es'kia Mphahlele，88歲，南非作家和學者，自然原因。[284]
- 法蘭克永井，76歲，日本歌手。[285]
- 伯納德·羅傑斯（Bernard W. Rogers），87歲，美國將軍，美國歐洲司令部司令（1979-1987）。[286]
- 路易斯·塞科（Louis Secco），81歲，加拿大奧運金牌得主（1952年）冰球運動員。[287]
- 羅伊·斯圖爾特（Roy Stewart），83歲，牙買加出生的英國演員（《生與死》、《神秘博士》）。[288]
- 安迪·楊（Andy Young），83歲，蘇格蘭足球運動員（Raith Rovers）。[289]

### 28日
- 巴克·亞當斯（Buck Adams），52歲，美國色情演員和導演，心力衰竭併發症。[290]
- 迪娜·科塞亞（Dina Cocea），95歲，羅馬尼亞女演員，心臟病發作。[291]
- 孔德成，88歲，中國出生的臺灣孔子第77代後裔，心臟和呼吸衰竭。[292]
- 亞歷山大·洛文（Alexander Lowen），97歲，美國心理治療師。[293]
- 比爾·馬丁，65歲，美國現實主義畫家，淋巴瘤併發症。[294]
- 埃裡克·內諾（Eric Nenno），47歲，美國殺人犯和性犯罪者，被注射死刑。[295]
- 朴成哲，95歲，朝鮮政治家，總理（1976-1977），長期患病。[296]
- 保羅·佩西（Paul Pesthy），70歲，美國奧運現代五項全能運動員和擊劍運動員。[297]
- 奧古斯托·佩特羅，90歲，巴西烏拉圭主教（1964-1995），阿爾茨海默病併發症。[298]
- 約翰·里普利（John Ripley），69歲，美國海軍陸戰隊戰爭英雄。[299]
- 艾倫·斯科特（Allan Scott），85歲，澳大利亞商人和公路運輸巨頭，糖尿病和心臟病併發症。[300]
- 喬治·索普金（George Sopkin），94歲，美國大提琴家，自然原因。[301]
- Ilus Vay，85歲，匈牙利女演員。[302]

### 29日
- 威廉·艾迪生（William Addison），74歲，美國國際象棋選手。[303]
- 希爾瓦·艾哈邁德（Shirwa Ahmed），26歲，索馬里裔美國轟炸機，爆炸。[304]
- 傑拉爾德·阿皮諾（Gerald Arpino），85歲，美國舞蹈家和編舞家，長期患病。[305]
- 邁克·貝克（Mike Baker），45歲，美國歌手（Shadow Gallery），心臟病發作。[306]
- Cor Brom，76歲，荷蘭足球運動員和教練，帕金森病。[307]
- 安妮塔·埃利斯（Anita Ellis），88歲，加拿大出生的美國歌手和演員，阿爾茨海默病併發症。（這一天宣佈死亡）。[308][與來源不符]
- Yiannis Koskiniatis，25歲，希臘足球運動員，跳樓自殺。[309]
- Mae Mercer，76歲，美國藍調歌手。[310]
- 威廉·沃頓（William Wharton），82歲，美國畫家和小說家（Birdy），感染。[311]

### 30日
- 伊迪絲·埃文斯·阿斯伯里（Edith Evans Asbury），98歲，美國記者（《紐約時報》），長期患病。[312]
- 弗雷德·巴倫（Fred Baron），61歲，美國出庭律師和政治籌款人，多發性骨髓瘤。[313]
- 羅伯特·H·巴羅（Robert H. Barrow），86歲，美國將軍，海軍陸戰隊第27任司令（1979-1983）。[314]
- Cundo Bermúdez，94歲，古巴藝術家。[315]
- 瓦倫丁·布布金（Valentin Bubukin），75歲，俄羅斯足球運動員，長期患病。[316]
- 約翰·庫克尼，庫克尼男爵，83歲，英國金融家和實業家。[317]
- 謝法新，76歲，英國殖民地官員，香港保安局局長（1982-1988），廉政公署專員（1988-1991）。[318]
- 湯姆·穆迪（Tom Moody），78歲，美國政治家。俄亥俄州哥倫布市市長（1972-1984）。[319]
- 朱利葉斯·尼夫（Julius Neave），89歲，英國保險業高管。[320]

### 31日
- 乔纳森·贝茨（Jonathan Bates），68歲，英國音響工程師（Gandhi，Flash Gordon，Cry Freedom）。[321]
- 約翰·戴利（John Daly），71歲，英國電影製片人，癌症。[322]
- 弗蘭克·納維塔（Frank Navetta），46歲，美國吉他手（後裔）。[323]
- 約翰·佩奇爵士，89歲，英國政治家，哈羅西區議員（1960-1987）。[324]
- 約翰·皮爾斯（John Pearse），69歲，英國吉他手。[325]
- Studs Terkel，96歲，美國廣播員和作家（The Good War），跌倒併發症。[326]